# NGC 1113
NGC 1113 — звезда в созвездии Овен.
Этот объект входит в число перечисленных в оригинальной редакции «Нового общего каталога».
Есть звезда 15-й величины, находящаяся рядом с координатами, указанными Мартом, и Гарольд Корвин считает, что её и наблюдал астроном 2 декабря 1863 года. Однако NED говорит, что эта идентификация очень сомнительная, а LEDA не принимает любую идентификацию этого объекта. Та звезда — лишь один из многих объектов, которые предлагается отождествить с тем, что наблюдал Март в 1863 году, но ни одно из подобных предложений не является убедительным.